# بطرة
قرية بطره هي إحدى القرى التابعة لمركز طلخا في محافظة الدقهلية في جمهورية مصر العربية. حسب إحصاءات سنة 2006، بلغ إجمالي السكان في بطره 24286 نسمة، منهم 12309 رجل و11977 امرأة. من أعلام القرية شيخ الأزهر الأسبق جاد الحق علي جاد الحق.

## التاريخ
قرية بطرة من القرى القديمة، واسمها الأصلي وقت الفتح الإسلامي لمصر بوترا (بالإنجليزية: Botra)‏، وقد وردت باسم محلة بطره في أعمال السمنودية ضمن قرى الروك الصلاحي التي أحصاها ابن مماتي في كتاب قوانين الدواوين، كما وردت باسم محلة بطره في أعمال الغربية ضمن قرى الروك الناصري التي أحصاها ابن الجيعان في كتاب «التحفة السنية بأسماء البلاد المصرية». وفي العصر العثماني كان اسمها في تربيع سنة 933هـ/1527م الذي أجراه الوالي العثماني سليمان باشا الخادم في عصر السلطان العثماني سليمان القانوني محلة بطره ضمن قرى ولاية الغربية، وفي تاريخ 1228هـ/1813م الذي عدّ قرى مصر بعد المسح الذي قام به محمد علي باشا باسم بطرة ضمن قرى مديرية الغربية.